# Android (počítačová hra)
Android je česká hra z roku 1991. Je určena pro osmibitové počítače Atari. Naprogramoval ji Robert Knill (Fuco) a hudbu složil Radek Štěrba (Raster). V Česku hru distribuovala firma K-Soft. V roce 1993 ji potom znovu vydala polská firma LK Avalon. Žánrově se jedná o plošinovku. Zajímavostí je možnost přepínání mezi černobílým a barevným módem.
Hráč ovládá postavu androida, který musí ve vesmírné základně najít své věci. Svět je otevřený a hráč je prozkoumává. Přitom musí dávat pozor na nepřátele, kteří po něm střílí. Hráč se brání opětovnou palbou. Může se také skrčit, aby mohl střílet na níže položené nepřátele, či se vyhl střelám. Taktéž může lézt po žebříku. Munice i zdraví lze doplnit v balíčcích, které můžete najít.